# Entodon complanatulus
Entodon complanatulus är en bladmossart som beskrevs av Fleischer 1922. Entodon complanatulus ingår i släktet Entodon och familjen Entodontaceae. Inga underarter finns listade i Catalogue of Life.